# Hyphessobrycon megalopterus
Hyphessobrycon megalopterus és una espècie de peix de la família dels caràcids i de l'ordre dels caraciformes.

## Morfologia
- Els mascles poden assolir 3,6 cm de llargària total.[2]

## Alimentació
Menja cucs, insectes petits i crustacis.

## Hàbitat
Viu a àrees de clima tropical entre 22 °C - 28 °C de temperatura.

## Distribució geogràfica
Es troba a Sud-amèrica: conques dels rius Paraguai i Guaporé.